# Mathias Guderian

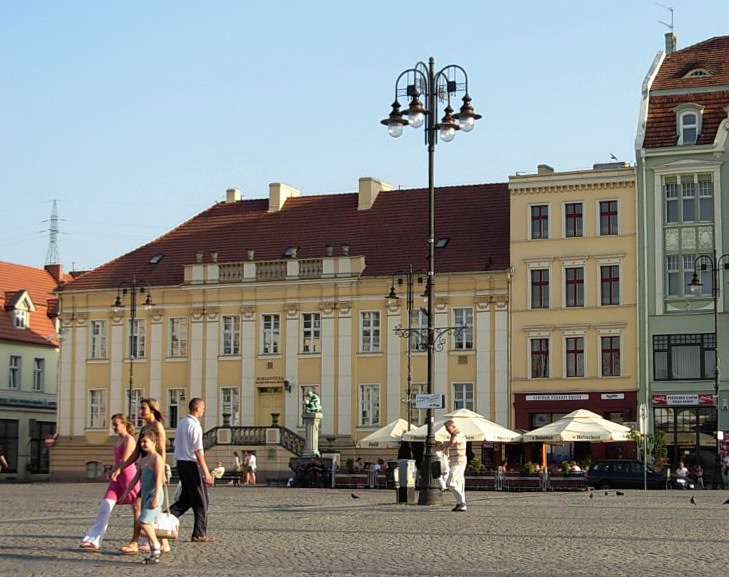
Budynek Sądu Nadwornego (1781-1807), później Ziemskiego oraz władz administracyjnych Obwodu Nadnoteckiego i Rejencji Bydgoskiej, w którym pracował Mathias Guderian

Mathias Guderian (ur. 15 kwietnia 1768 w Gogolinku, zm. 12 października 1848 w Bydgoszczy) – sędzia, notariusz, Honorowy Obywatel Bydgoszczy.

## Życiorys
Urodził się 15 kwietnia 1768 roku w Gogolinku pod Bydgoszczą. W latach 1787–1789 odbył studia w zakresie prawa na uniwersytecie we Frankfurcie nad Odrą. 
W 1790 roku rozpoczął karierę sadowniczą w Sądzie Nadwornym w Bydgoszczy. W latach 1792–1795 pracował jako sędzia powiatowy w Sępólnie. Następnie objął stanowisko burmistrza w Kościanie. Wkrótce jednak powrócił do sądownictwa i otrzymał stanowisko komisarza sprawiedliwości w Poznaniu. Utracił je w 1807 w związku z przyłączeniem części ziem Wielkopolski do Księstwa Warszawskiego i utworzeniem administracji polskiej departamentu poznańskiego. 
Po klęsce Napoleona I i powtórnym włączeniu tych terytoriów do państwa pruskiego, powrócił do służby sądowniczej. W 1816 mianowano go komisarzem sprawiedliwości i notariuszem publicznym na obszarze Wielkiego Księstwa Poznańskiego. Osiadł wówczas w Bydgoszczy. W 1821 roku został uhonorowany tytułem radcy komisji sprawiedliwości przy Sądzie Ziemskim w Bydgoszczy, zaś w 1828 otrzymał tytuł królewskiego radcy sprawiedliwości. W latach 1827–1846 prowadził w Bydgoszczy kancelarię notarialną. 
Mathias Guderian był właścicielem dóbr rycerskich Sadłogoszcz i Zalesie w powiecie inowrocławskim. Zmarł 12 października 1848 roku w Bydgoszczy. Pochowano go na cmentarzu ewangelickim przy ul. Jagiellońskiej (dziś park Ludowy im. W Witosa).

## Rodzina
Mathias Guderian od 1821 był żonaty ze swą kuzynką Julianne Henriette z domu Guderian. Jego prawnukiem był generał-pułkownik Heinz Guderian, współtwórca wojsk pancernych III Rzeszy, szef Sztabu Generalnego Wojsk Lądowych od lipca 1944 do marca 1945 roku.

## Honorowy Obywatel Bydgoszczy
W dniu 5 lutego 1840 rada miejska Bydgoszczy na wniosek magistratu podjęła uchwałę o nadaniu mu godności Honorowego Obywatela Bydgoszczy. Właściwa uroczystość i wręczenie okolicznościowego dyplomu miało miejsce 27 kwietnia 1840 roku. Wyróżnienie to wręczono mu przy okazji jubileuszu 50-lecia pracy w sądownictwie. W uzasadnieniu podkreślono, że większą część swego życia spędził on w Bydgoszczy, działając na rzecz pomyślności miasta.